# 高橋伸樹
高橋 伸樹（たかはし しんじ、1937年4月26日 - 2010年5月）は、日本の漫画家・絵本作家・民話研究者。「高橋しんじ」表記も用いた。

## 経歴
福島県生まれ（川俣町出身）。
『COM』1970年9月号で「波阿蓮上人行状絵詞」が新人入選作第一席。同誌1971年3月号に読み切り「伸約聖書（ノアの箱船）」掲載。
1973年より『少年少女新聞』に漫画「山男」を連載。
1973年より『月刊 現代農業』（農山漁村文化協会）にイラストを掲載。同誌には「食べものの民話」「むらに伝わる不思議な話」など、イラストと文を担当する連載を持った。
日本漫画家会議、日本民話の会会員。

## 主な作品
- 高橋伸樹『まんが山男 少年少女新聞連載傑作集』（光陽出版社、2004年）
- 中本勝則（著）・高橋伸樹（絵）『湯西川のざっとむかし ― 湯西川の生活と昔話』（新風舎、1997年）
- 野口正路（詩）・高橋伸樹（絵）『十二支の詩 ― 今年は何の年？きみは何年生まれ？』（土曜美術社出版販売、2001年）[1]
- 宮沢賢治（作）・高橋伸樹（絵）『とっこべとら子』（農山漁村文化協会、2008年）[2]